# ケテ
ケテ（モンゴル語: Kete,中国語: 客帖,? - ?）とは、13世紀初頭にチンギス・カンに仕えたフーシン出身の千人隊長。1206年にケテ率いる千人隊はチンギス・カンの長男ジョチに分封され、ジョチ・ウルスの基盤となった。『元朝秘史』では客帖(kètiē)と記される。
また、後述するようにペルシア語史料の『集史』に登場する、フーシダイ(Hušidai >hūshītāī,هوشیتای)と同一人物ではないかと考えられている。

## 『元朝秘史』のケテ（Kete）
ケテに関する記録は史料上に少なく、その出自やチンギス・カンに仕えるに至った経緯については不明である。1206年、ケテはチンギス・カンにより千人隊長に任じられ、『元朝秘史』の功臣表では50位に列している。
また、『元朝秘史』によるとケテはゲニゲスのクナン(Qunan >hūnán,忽難)、シジウトのモンケウル(Mönggü'ür >mēnggǔwūér,蒙古兀児)とともにチンギス・カンの長子ジョチの王傅に任ぜられており、その千人隊はジョチ・ウルスの基盤となったと考えられている。

## 『集史』のフーシダイ（Hušidai >hūshītāī）
『集史』ではジョチに分封された4人の千人隊長の名前を、キンキトのクナン・ノヤン（Qunan noyan >qūnān nūyān,قونان نویان）、シジウトのモンケウル（Möngke'ür >mungkūr,منگکور）、フーシンのフーシダイ（Hušidai >hūshītāī,هوشیتای）、［原文欠落］のバイク（Baiqu >bāīqū,بایقو）、と記録している。この内、クナン・ノヤン（قونان نویان,qūnān nūyān）とモンケウル（منگکور,mungkūr）が『元朝秘史』におけるクナン(hūnán,忽難)とモンケウル(mēnggǔwūér,蒙古兀児)に相当することは間違いないが、ケテ(Kete >kètiē,客帖)のみは対応する人名が記されない。
しかし、「フーシダイ」とは「フーシンの人」を意味する名称であり、この「フーシダイ」こそがケテの別名ではないかと推測されている。ただし、ケテ＝フーシダイ説はあくまで推論に過ぎず、この推論に対して批判的な意見も存在する。なお、『集史』「フーシン部族志」では「フーシダイ・バイク（hūshīdāī bāīqū,هوشیدای بایقو）」という人物について記録しているが、これは基本的にバイクの事を指すと考えられている。
ジョチの死後、ジョチの4千人隊は2分されてモンケウルとバイクの2千人隊はバトゥが、クナンとフーシダイの2千人隊はオルダが、それぞれ継承したと考えられている。

## 初期ジョチ・ウルスの4千人隊

### オルダ・ウルス
- ゲニゲス部のクナン・ノヤン（Qunan ＞忽難/hūnán,قونان نویان/qūnān nūyān）
- フーシン部のケテ(フーシダイ)（Kete ＞客帖/kètiē,هوشیتای/hūshītāī）

### バトゥ・ウルス
- シジウト部のモンケウル（Möngke'ür ＞蒙古兀児/mēnggǔwūér,منگکور/mungkūr）
- フーシン部のバイク（Baiqu ＞بایقو/bāīqū）